# Schlacht bei Grynau
Die Schlacht bei Grynau am 21. September 1337 fand während des Grynaukriegs zwischen der Reichsstadt Zürich und einem Adelsbund unter der Führung des Grafen Johann I. von Habsburg-Laufenburg statt.

## Vorgeschichte
Der Ort der Schlacht, die Burg Grynau, sicherte einen der wenigen Übergänge über die Linth zwischen Zürich- und Walensee und war deshalb ein strategisch wichtiger Platz. 1311 gelangte die Burg unter die Kontrolle von Graf Rudolf III. von Habsburg-Laufenburg (1270–1314), sie wurde aber auch von den Grafen von Toggenburg beansprucht.
Auslöser der Feindseligkeiten war die Brun’sche Zunftrevolution in Zürich 1336. Der neue Bürgermeister Rudolf Brun verbannte nach der politischen Neuordnung 22 adlige Räte und ihre Familien aus der Stadt. Sie fanden Rückhalt bei den umliegenden Adelshäusern, die sich durch den Aufstieg der Stadt Zürich bedroht fühlten.
Die Flüchtigen kamen bei Graf Johann I. von Habsburg-Laufenburg in Rapperswil unter, der in diesem Kampf auch wegen eigener Schulden die Führung übernahm. Er war sowohl bei der Stadt wie auch bei einzelnen der Verbannten verschuldet. Unter seinem Schutz bildeten die Ausgestossenen eine Gegenregierung des «äusseren Zürich» in Rapperswil und begannen Streifzüge durch das Untertanengebiet der Stadt Zürich zu unternehmen. Ziel war es, die neue Regierung von Zürich zu stürzen. Graf Johann warb während dieser Jahre Söldner an.
Gegen die Gegner der neuen Rapperswiler Stadtregierung wurde mehrmals vorgegangen, wie aus einer überdurchschnittlichen hohen Zahl an (vermutlich politisch motivierten) Hinrichtungen und beispielsweise einem Versammlungsverbot geschlossen werden darf.
Auch Zürich suchte Rückhalt bei Verbündeten und fand sie mit Graf Kraft III. von Toggenburg, der bestrebt war, zwischen der Eidgenossenschaft und Habsburg eine profitable Mittelstellung einzunehmen und der wegen Grynau im Konflikt mit Johann I. stand. Zürich hatte schon 1327 ein Burgrecht mit dem Grafen abgeschlossen, der auch Schutzherr des Zürcher Grossmünsters war.
Auch der Einsiedler Abt Konrad I. von Thun war mit Brun bekannt, er sympathisierte mit der Sache der Zürcher und anerkannte deren Verfassungsänderungen.

## Verlauf
In der am 21. September 1337 stattfindenden Schlacht in der Nähe der Burg Grynau fand Graf Johann I. von Habsburg-Laufenburg wie auch der Toggenburger Graf Kraft III. als Anführer des kleinen Heeres der Zürcher Truppen den Tod. Der genaue Ort der Schlacht ist unbekannt. Der Zürcher Sieg bewirkte, dass der habsburgische Herzog Albrecht II. von Österreich ins Geschehen eingriff und für einen vorläufigen Frieden sorgte. Er forderte die Zürcher auf, auf alle Eroberungen zu verzichten und zudem den Verbannten ihr Vermögen auszuhändigen, was die Stadt Zürich jedoch ablehnte. Rudolf Brun lenkte erst ein, als Herzog Albrecht die Vormundschaft über die noch minderjährigen Söhne des gefallenen Grafen, Johann II., Rudolf IV. und Gottfried II., übernahm und sich damit auf die Seite der Rapperswiler stellte.

## Folgen
Die Habsburger waren jedoch seit dem Tod des Herzogs Otto, Albrechts Bruder, nicht persönlich präsent und die Zürcher konnten deshalb ihren Einfluss am oberen Zürichsee ausbauen. Zürich ging zu seiner Absicherung daraufhin eine ganze Reihe von Bündnissen ein, darunter 1340 mit Konstanz und St. Gallen. 1342 konnte Jakob Brun, der Bruder des Zürcher Bürgermeisters, die Vogteirechte der Höfe Wollerau, Pfäffikon und Bäch am linken Seeufer erwerben. 1343 folgte sogar ein kurzfristiges Bündnis mit Rapperswil. 1345 folgte ein Bündnis mit dem Bischof und der Stadt Basel sowie Schaffhausen. Nach dem Tod Ludwigs des Bayern gelang Brun eine Bestätigung der Privilegien Zürichs vom neugewählten König Karl IV., und schließlich trat Zürich 1349 dem Schwäbischen Städtebund bei.
Bruns Gegner wandten sich an den nunmehr volljährigen Sohn des gefallenen Grafen, Johann II., und versprachen ihm die Tilgung aller Schulden und die Einlösung der an die Stadt Zürich verpfändeten Höfe Wollerau, Bäch und Pfäffikon. Dieser führte den Kleinkrieg weiter und nahm bei einem Überfall zwischen dem 31. Juli 1347 und dem 26. Juni 1348 auf Pfäffikon den Einsiedler Abt Konrad II. von Gösgen gefangen. Wie lange der Abt gefangen sass, ist unklar. Auf jeden Fall war er am 26. Juni 1348 wieder frei und Pfäffikon wieder in seinen Händen, denn unter diesem Datum kam durch Vermittlung einiger Herren eine Aussöhnung zwischen ihm und Johann zustande. Durch Schadensersatz ebnete Abt Johannes den Weg zur Aufhebung des Bannes, der offenbar verhängt worden war. Graf Johann II. und seine Brüder versprachen dafür, das Gotteshaus, seine Leute und Güter in ihren besonderen Schutz nehmen zu wollen.
Der Konflikt, der sich zwischen Zürich und den Grafen von Habsburg-Laufenburg mit Unterbrechung bis 1355 hinzog, eskalierte 1350 anlässlich der Mordnacht von Zürich, bei der Graf Johann II. durch Verrat mindestens zwei Jahre in Gefangenschaft in Zürich geriet.
Die Burg Grynau wurde 1343 dem Grafen Friedrich V. von Toggenburg verkauft und gelangte während des Alten Zürichkrieges 1437 mit Fahr und Zöllen an den Kanton Schwyz.